# 印度十字戲
印度十字戲(Pachisi)，是古印度的十字戲類遊戲，棋盤為同色格，或像西洋棋盤深淺色交錯。

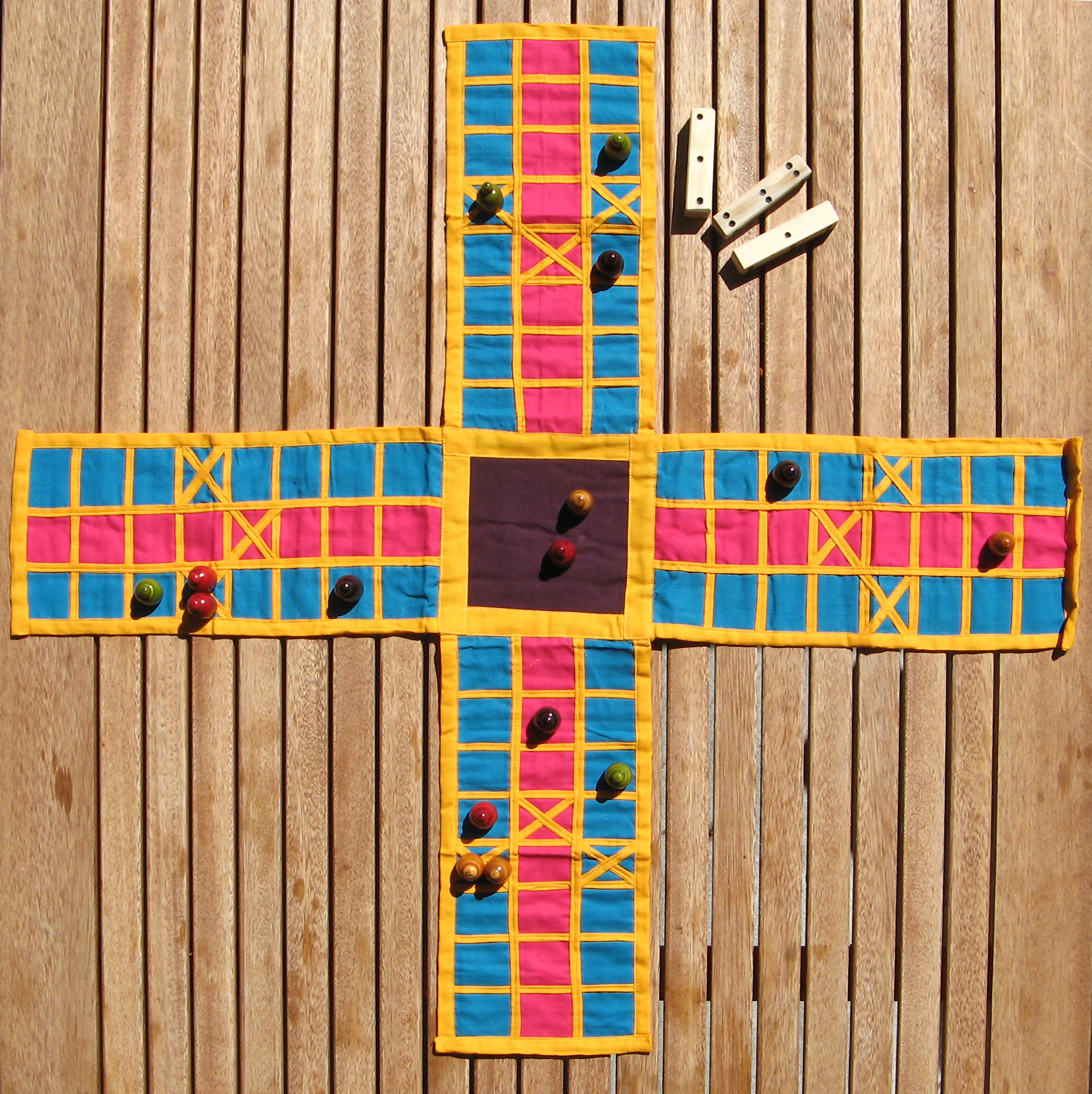
印度十字戲

各國十字戲演變圖

## 博具
- 一個3*3大小區域，在四邊各接一個8*3方格。前者稱為Charkoni。有十二格畫有X字，稱為城堡。共96個棋位。

- 以正面磨平的貝殼作擲具，也有用四面骰。

- 每人四枚棋子。

## 博
| 貝殼正面數 | 采數 | 獎采                       |
| ---------- | ---- | -------------------------- |
| 0          | 25   | 玩家再獲得一次或放子入場。 |
| 1          | 10   | 玩家再獲得一次或放子入場。 |
| 2          | 2    |                            |
| 3          | 3    |                            |
| 4          | 4    |                            |
| 5          | 5    |                            |
| 6          | 6    | 玩家再獲得一次或放子入場。 |

## 博法
- 起點與終點為Charkoni。
- 棋子先置於一旁。
- 輪流六個貝殼，依采數移動一枚己棋。需擲出特定的彩，才能放己棋入場到Charkoni並立刻以該采數移動。棋子以逆時針方向繞最外邊的棋盤格，不經Charkoni，一週後沿中心路朝Charkoni前進。途中可穿過任何棋子。若至敵棋處，則將敵棋放回該原有者手中。
- 不能至在城堡的敵棋處。

- 以先讓所有己棋走完共83格，返回Charkoni為勝。

## 外部連結
- The Rules of Pachisi & Chaupar（页面存档备份，存于）
- Direct download for Pachisi print and play game, in A4 and letter formats